# Озонатор
Озонатор — устройство для получения озона (O3). Озон является аллотропной модификацией кислорода, содержащей в молекуле три атома кислорода. В большинстве случаев исходным веществом для синтеза озона выступает молекулярный кислород (O2), а сам процесс описывается уравнением 3O2 → 2O3. Озонирование — реакция эндотермичная и легко обратимая. Поэтому на практике применяются меры, способствующие максимальному смещению её равновесия в сторону целевого продукта.

## Способы получения озона
Существует множество способов получения озона.

### В электрическом разряде

#### Тихий разряд
Синтез из газообразного кислорода под воздействием тихого электрического разряда. С этой целью в зазор между электродами, подключёнными к источнику высокого напряжения, пропускается воздух или чистый кислород. Напряжение, подающееся на электроды, обычно составляет от нескольких тысяч до нескольких десятков тысяч вольт. Лучшая производительность достигается при использовании чистого кислорода, газа максимально низкой температуры и применении пульсирующего постоянного тока. Зазор между электродами и эффективная площадь электродов определяются рабочим напряжением и скоростью подачи кислородсодержащего газа. Металлические электроды могут каталитически разлагать соприкасающийся с ними озон, поэтому их часто помещают внутрь тонкой стеклянной оболочки. Иногда в качестве своеобразных электродов выступают трубки, заполненные проводящей жидкостью, например, серной кислотой. Электродные пары для повышения производительности аппарата часто собирают в большие пакеты, охлаждаемые проточной водой. Концентрация озона на выходе из таких реакторов (в зависимости от их конструкции и содержания кислорода в исходной газовой смеси) обычно не превышает нескольких процентов, а при использовании атмосферного воздуха составляет лишь доли процента. Кроме того, озонсодержащая газовая смесь, получаемая в тихом разряде из атмосферного воздуха, содержит значительное количество оксидов азота, обладающих высокой реакционной способностью, что является неприемлемым для многих технологических процессов. Поэтому применение в качестве исходного сырья для синтеза озона чистого кислорода (который может быть легко рекуперирован) часто бывает рентабельнее, чем применение атмосферного воздуха.

#### Барьерный разряд
Барьерный разряд — разряд, возникающий между двумя диэлектриками или диэлектриком и металлом в цепи переменного тока, является эффективным и экономичным генератором озона. К барьерному разряду можно отнести несколько типов разрядных ячеек.

##### Объёмный и поверхностный барьерные разряды
Различают поверхностный и объёмный барьерный разряды. В объёмном разряде электроды представляют собой две металлические пластины или полосы, разделённые разрядным промежутком. Одна из них (или обе) изолированы от промежутка диэлектрическим слоем. При поверхностном барьерном разряде оба электрода размещены на одной стороне диэлектрической пластины, а разряд горит между ними в газе по другую сторону диэлектрика вблизи его поверхности. Для пробоя газа используется вспомогательный электрод, также изолированный от газа другим диэлектриком.

##### Разряд в ячейках компланарной геометрии
Этот тип барьерного разряда занимает промежуточное положение между объёмным и поверхностным разрядами и широко используется в качестве генераторов ультрафиолетового излучения для возбуждения люминофоров в плазменных разрядных панелях (плазменных телевизорах). В таких разрядных ячейках электроды расположены вдоль поверхности на равных расстояниях и сверху закрыты слоем диэлектрика, напряжение прикладывается к каждой паре электродов, и между всеми соседствующими электродами возникает разряд.
Подобные разрядные ячейки очень заманчиво применить для синтеза в них озона, особенно учитывая хорошо отработанную технологию создания разрядных панелей, однако копланарная газоразрядная панель создавалась для работы в инертных средах, поэтому работа ячейки с заполнением её кислородом или атмосферным воздухом может осуществляться только при пониженном давлении. Попытка получить устойчивый разряд при атмосферном давлении приводит к пробою диэлектрического покрытия. В экспериментальной установке, на описанной выше разрядной ячейке, были получены концентрации озона до 25 мг/л, при давлениях от 0,2 до 0,5 бар.
Практическое применение ячеек компланарной геометрии в качестве озонаторов вызывает сомнение, несмотря на достаточно высокий выход озона. Эти ячейки очень дороги, недостаточно прочны и способны работать только при пониженном давлении.

#### Дуговой разряд
При получении озона возможно использовать также и дуговой разряд. Термическая диссоциация молекул резко возрастает с ростом температуры. Так, при Т=3000 К — содержание атомарного кислорода составляет ~10 %. Такие температуры (несколько тысяч градусов) можно получить в дуговом разряде атмосферного давления. Однако образование O3 неосуществимо при высоких температурах, поскольку озон разлагается быстрее молекулярного кислорода, но можно создать неравновесные условия: нагреть газ в высокотемпературной камере, а затем резко его охладить. Это дает возможность сверхравновесного образования озона. Озон получается как промежуточный продукт при переходе смеси O2+O к молекулярному кислороду. Максимальная концентрация O3 в таком варианте плазмотрона достигает 1 %, она вполне достаточна для многих промышленных целей, и, к тому же, сравнима по величине с получаемой в озонаторах, использующих тихий разряд (чаще всего барьерный). К явным недостаткам данного метода относится нестабильное горение разряда, перегрев, избыточное давление, большое потребление электроэнергии, большие габариты установок на его основе.

#### Коронный разряд
Коронный разряд образуется, когда электрическое поле вокруг проводника сильно неоднородно, в воздухе происходит ионизация, сопровождаемая свечением, проводник при этом окружен как бы короной. Свечение короны не достигает противоположного электрода, затухая в окружающем газе. В зависимости от коронирующего электрода различают отрицательную и положительную корону, а в зависимости от способа питания — корону постоянного и переменного тока, импульсную и т. п.
Количество озона, образующееся в коронном разряде, колеблется от 15 до 25 г на кВт⋅ч. Преимуществом озонаторов на основе коронного разряда является в первую очередь простота конструкции и неограниченность «разрядного промежутка». Газ можно прокачивать без дополнительного сопротивления, например, по широкой трубе с проволокой вдоль оси. Озонаторы на основе коронного разряда применяют чаще всего в вентиляционных сооружениях.
Энергетический выход озона в коронном разряде может доходить до 200—250 г О3 на кВт⋅ч при применении электропитания с короткими импульсами, с крутым фронтом нарастания напряжения. Однако применение таких сложных генераторов электропитания (требуется наносекундный импульсный разряд), является слишком дорогостоящим усложнением системы получения озона.

### Под воздействием ультрафиолетового излучения
Синтез под воздействием ультрафиолетового излучения более прост в реализации, но значительно менее производителен. Он состоит в том, что кислородсодержащий газ пропускается через охлаждаемый и прозрачный для ультрафиолетового излучения (например, кварцевый) реактор, облучаемый источником ультрафиолетового излучения, имеющим подходящий спектр. В качестве газа, как правило, используется чистый кислород. В качестве источника для самодельных приборов удобны лишенные баллона ртутные лампы высокого давления (типа ДРЛ). Выход озона при использовании УФ-установок невысок, поэтому в промышленно выпускаемых приборах этот метод, как правило, не реализуется.
Использование амальгамных ламп низкого давления способно увеличить выход озона.

### Электролизом
Озон может быть получен при электролизе. В качестве электролита может использоваться, например, крепкий раствор хлорной кислоты. Процесс стараются вести при возможно более низкой температуре, что существенно увеличивает производительность аппарата по озону. Методом электролиза удается получать кислородно-озоновую смесь с очень высоким (десятки процентов) содержанием озона. Недостатком электролитических методов является дороговизна электролитов и электродов, которые обычно изготавливаются из благородных металлов.

### При прохождении химической реакции
Озон может в значительных количествах образовываться при окислении некоторых веществ. Наиболее известным примером такого рода реакций является окисление пинена (основного компонента скипидара) кислородом воздуха, в результате которого образуется заметное количество озона. Выделяющийся при этой реакции озон может быть использован для окисления других веществ — как непосредственно в смеси со скипидаром, так и после его сепарации. Однако этот метод имеет крайне ограниченное применение по причине дороговизны сырья и проблем с разделением продуктов реакции.

### Под воздействиемионизирующей радиации
Неоднократно предпринимались попытки создания озонаторов на основе облучения кислорода ионизирующим излучением. В таких устройствах озон образуется при воздействии на кислород различных потоков частиц или электромагнитного излучения: электронов, рентгеновских лучей и излучения радиоактивных материалов: α-частиц, γ-квантов, β-частиц и т. д. Озон при этом образуется, начиная с энергии монохроматического пучка электронов ~6 эВ, что соответствует диссоциации молекулы О2. Это подтверждает принятый в настоящее время механизм образования озона. Общими недостатками этих методов являются сложность аппаратуры, низкий энергетический выход, нежелательность работы с рентгеновским, гамма-излучением и радиоактивными материалами (требуются специальная сертификация, специалисты с особой квалификацией, проверки со стороны госорганов, специальные сложные меры безопасности и защиты персонала и окружающей среды), широкий спектр веществ, образующихся при воздействии на воздух частиц и квантов высоких энергий. Озонаторы, построенные по данному принципу, не вышли за пределы лабораторий и применения в промышленности не нашли.

## Отличия от ионизатора
Озонаторы не следует путать с ионизаторами (такими, как люстра Чижевского). Это разные приборы. Ионизаторы сообщают дополнительный отрицательный электрический заряд молекулам воздуха и при правильной настройке генерировать озон не должны. Озон является очень сильным окислителем и чрезвычайно ядовит даже в низких концентрациях. Он находит ограниченное применение в промышленном синтезе (например, при получении янтарной кислоты из изделий и отходов каучукового производства), в терапии (т. н. озонотерапия). Иногда он применяется для очистки и обеззараживания питьевой воды (например, на речных судах) и некоторых промышленных стоков, содержащих легкоокисляемую органику, когда использование более традиционных окислителей по тем или иным причинам не желательно. Однако в таком качестве он значительно менее эффективен и гораздо более дорог, чем они. Озонаторы применяются также и для стерилизации медицинского инструмента.